# Dalophia pistillum
Dalophia pistillum là một loài bò sát trong họ Amphisbaenidae. Loài này được Boettger mô tả khoa học đầu tiên năm 1895.